# Chris Scarre
Christopher „Chris“ Scarre (* 7. November 1954) ist ein britischer Archäologe und gilt als Spezialist für die Prähistorie Westeuropas, vor allem der an der Atlantikküste gelegenen Britischen Inseln, Portugal, Frankreich. Sein Forschungsschwerpunkt liegt in der Untersuchung prähistorischer Monumente, Begräbnisstätten und Glaubenssysteme. Hierbei betrachtet er diese unter den Aspekten auditorischer und klanglicher Faktoren sowie nutzbarer Materialien und der sie umgebenden Landschaft.

## Leben
Christopher Scarre studierte an der University of Cambridge, wo er einen Master of Arts, sowie einen Ph.D. erhielt. In seiner Dissertation beschäftigte er sich mit der Reaktion prähistorischer Menschen auf Landschaftsveränderungen in küstennahen Marschgebieten in Westfrankreich. Von 1990 bis 2005 war er am McDonald Institute for Archaeological Research der University of Cambridge tätig, erst als Assistant Director, dann als Deputy Director. Im Januar 2006 erfolgte seine Berufung zum Professor für Prähistorie am Department of Archaeology der Durham University. Neben seiner Lehrtätigkeit ist er seit Januar 2013 Herausgeber der Fachzeitschrift Antiquity. Zuvor war er bereits von 1990 bis 2005 Herausgeber des Cambridge Archaeological Journal gewesen.
Im Laufe seiner archäologischen Forschungen führte Scarre Ausgrabungen im Vereinigten Königreich, auf den Kanalinseln, in Frankreich, in Griechenland und in Portugal durch. So leitete er von 1995 bis 2004 zusammen mit französischen Archäologen eine größere Ausgrabung neolithischer Langbetten in Prissé-la-Charrière (heute: Gemeinde Plaine-d’Argenson) im westlichen Frankreich.
2006 war er Invited lecturer am Collège de France. 2007 wurde er zum Trustee des Council for British Archaeology gewählt.
Der Philosoph Geoffrey Scarre ist sein Bruder. Mit diesem veröffentlichte er 2006 das Buch The Ethics of Archaeology.
Im April 2018 wurde ihm die Ehrendoktorwürde der Universität Rennes 1 verliehen.

## Veröffentlichungen (Auswahl)
- Chronicle of the Roman Emperors. Thames and Hudson, London 1995, ISBN 9780500289891
- mit Brian Fagan: Ancient Civilizations. Longman, New York NY u. a. 1997, ISBN 0-673-99769-3.
- als Herausgeber: The seventy wonders of the ancient world. The great monuments and how they were built. Thames & Hudson, London 1999, ISBN 0-500-05096-1.
- mit Jean-Pierre Mohen: Les Tumulus de Bougon. Complexe mégalithique du Ve au IIIe millénaire. Errance, Paris 2002, ISBN 2-87772-240-6.
- als Herausgeber mit John Cherry, Stephen Shennan: Explaining Social Change: Studies in Honour of Colin Renfrew. McDonald Institute for Archaeological Research, Cambridge 2004, ISBN 1-902937-23-6.
- Monuments Mégalithiques de Grande-Bretagne et d’Irlande. Traduit de l’anglais par Rolande et Roger Joussaume. Errance, Paris 2005, ISBN 2-87772-303-8.
  - The Megalithic Monuments of Britain and Ireland. Thames & Hudson, London 2007, ISBN 0-500-28666-3.
- als Herausgeber: The Human Past. World Prehistory and the Development of Human Societies. Thames & Hudson, London 2005, ISBN 0-500-28531-4.
- als Herausgeber mit Graeme Lawson: Archaeoacoustics. McDonald Institute for Archaeological Research u. a., Cambridge u. a. 2006, ISBN 1-902937-35-X.
- als Herausgeber mit Geoffrey Scarre: The Ethics of Archaeology. Philosophical Perspectives on Archaeological Practice. Cambridge University Press, Cambridge u. a.2006, ISBN 0-521-84011-2.
- Chris Scarre: Landscapes of Neolithic Brittany. Oxford University Press, Oxford u. a. 2011, ISBN 978-0-19-928162-6.